# Manjarrés
Manjarrés tỉnh và cộng đồng tự trị La Rioja, phía bắc Tây Ban Nha. Đô thị này có diện tích là 6,16 ki-lô-mét vuông, dân số năm 2009 là 152 người với mật độ 24,68 người/km². Đô thị này có cự ly 26 km so với Logroño.